# Edmilsa Governo
Edmilsa Governo (Maputo, 28 febbraio 1998) è un'atleta paralimpica mozambicana.

## Biografia
Governo ha iniziato a correre all'età di 8 anni traendo ispirazione dalla collega atleta mozambicana Maria Mutola, che ha gareggiato in sei edizioni dei Giochi olimpici.

## Carriera
Nel 2015 Governo ha vinto la gara dei 200 metri classe T12 ai Giochi panafricani del 2015 ed è arrivata terza nella gara dei 400 metri classe T12 ai campionati mondiali di atletica leggera IPC 2015 a Doha in Qatar. Nel 2016 ha vinto la gara dei 200 metri classe T12 al "Gran Premio di atletica leggera IPC" di Tunisi.
All'età di 18 anni Governo ha gareggiato alle Paralimpiadi estive del 2016 a Rio de Janeiro. Era l'unica atleta mozambicana ai Giochi e come tale era la portabandiera del paese alla "Parata delle Nazioni". Ha gareggiato nelle gare femminili dei 100 metri e dei 400 metri nelle classi T12. Nelle semifinali dell'evento dei 400 metri ha stabilito il record continentale africano di 54,99 secondi. Il suo tempo è stato il terzo più veloce del round. In finale Governo ha battuto nuovamente il record continentale africano, finendo terza con un tempo di 53,89 secondi arrivando dietro l'ucraina Oksana Boturchuk in volata. Governo è stata la prima medagliata del Mozambico ai Giochi Paralimpici. Nella gara dei 100 metri, Governo è arrivata terza nella sua semifinale con il tempo record nazionale di 12,35 secondi, non riuscendosi però a qualificare per la finale. Nel 2017 non è riuscita a qualificarsi per i Campionati mondiali di atletica leggera 2017 di Londra.
Governo e Hilario Chavela sono stati i portabandiera del Mozambico alla Parata delle Nazioni delle Paralimpiadi estive del 2020 dove è arrivata ultima nella sua batteria nell'evento dei 100 metri classe T13, mentre è riuscita a vincere la sua manche nei 400 metri classe T13 con un tempo record africano di 55,50 secondi ed arrivando quinta in finale.

## Riconoscimenti
Nel 2015 Edmilsa Governo è stata nominata sportiva femminile dell'anno del Mozambico al Gala Nacional do Desporto (Gala sportivo nazionale).

## Palmarès
| Anno | Manifestazione       | Sede           | Evento          | Risultato | Note |
| ---- | -------------------- | -------------- | --------------- | --------- | ---- |
| 2015 | Giochi panafricani   | Brazzaville    | 200 m piani T12 | Oro       |      |
| 2015 | Mondiali paralimpici | Doha           | 400 m piani T12 | Bronzo    |      |
| 2016 | Giochi Paralimpici   | Rio de Janeiro | 100 m piani T36 | Bronzo    |      |